# George M. Whitesides
George McClelland Whitesides, född 3 augusti 1939 i Louisville, Kentucky, är en amerikansk kemist.
Whitesides studerade vid Harvard College där han 1960 tog en bachelorexamen (A.B.). 1964 blev han Ph.D. i kemi vid California Institute of Technology. Hans doktorandprojekt gällde NMR-spektroskopi inom organisk kemi. Han var verksam vid Massachusetts Institute of Technology 1963-1982 och är från 1982 professor vid Harvard University.
Whitesides har bedrivit forskning inom många områden av kemin, förutom NMR-spektroskopi bland annat metallorganisk kemi och nanoteknik.
Whitesides är ledamot av American Academy of Arts and Sciences, The National Academy of Sciences, National Academy of Engineering och American Association for the Advancement of Science. Han tilldelades National Medal of Science 1998 och Priestleymedaljen 2007.
George M. Whitesides är far till George T. Whitesides, som är seniorrådgivare vid NASA.

## Utmärkelser
- ACS-priset i kemi,  1975
- Remsen Award,  1983[2]
- James Flack Norris Award in Physical Organic Chemistry,  1994[3]
- Arthur C. Cope Award,  1995
- National Medal of Science,  1998
- Von Hippel Award,  2000
- Clarivate Citation Laureates,  2002[4]
- Kyotopriset för avancerad teknologi,  2003[5]
- Oesper Award,  2004[6]
- Paracelsus-priset,  2004[7]
- Gabbay-utmärkelsen,  2004[8]
- Linus Pauling Award,  2005[9]
- Welch's kemipris,  2005[10]
- Dan David-priset,  2005
- Dickson-priset i vetenskap,  2005
- American Institute of Chemists Gold Medal,  2007[11]
- Priestleymedaljen,  2007[12]
- Prinsessan av Asturiens pris för teknisk och vetenskaplig forskning,  2008
- ISNSCE Nanoscience Prize,  2008[13][14]
- Benjamin Franklin-medaljen,  2009
- Othmer Gold Medal,  2010[15]
- F. A. Cotton Medal,  2011[16]
- Kung Faisals internationella pris i vetenskap, med  Richard Zare,  2011
- Hedersdoktor vid Freie Universität Berlin,  17 oktober 2012[17]
- IRI-medaljen,  2013
- Fellow of the American Academy of Arts and Sciences
- Medlem av American Physical Society

[Redigera Wikidata]